# Иоганн (пфальцграф Нойбурга)
Иоганн Пфальц-Ноймарктский (1383, Нойнбург-форм-Вальд, Верхний Пфальц — 14 марта 1443, Кастль, Верхний Пфальц) — пфальцграф Нойбурга с 1410 года до своей смерти. 
Сын короля Германии Рупрехта и Елизаветы Нюрнбергской.
Наиболее известен своей блистательной победой над Гуситами в битве при Хилтесриде 21 сентября 1433 года.

## Биография
Иоганн Пфальц-Ноймарктский был сыном рейнского курфюрста Рупрехта III и его супруги Елизаветы Гогенцоллерн-Нюрнбергской. Рупрехт III владел территориями Курпфальца, в которые входит современный Верхний Пфальц, образовавшегося с 1329 года в результате раздела маркграфства Нордгау династией Виттельсбахов.
В 1407 году в Копенгагене Иоганн сочетался браком с Катариной Слупск-Померанской, сестрой короля государств Кальмарской унии Эрика Померанского. Условием заключения брака было основание на территории Верхнего Пфальца монастыря ордена святой Бригитты, в дальнейшем оно было выполнено и был основан монастырь Гнаденберг. Катарина принесла с собой приданое размером в 40000 флоринов, Иоганн в свою очередь на случай своей кончины назначил ей во владение замок Хайнцбург.
Иоганн, второй по старшинству сын Рупрехта III, в 1404 году стал правителем Верхнего Пфальца; созданный для него новый титул («герцог в Баварии») может объясняться тем, что первоначально для Иоганна планировался брак с дочерью французского короля, для чего он должен был быть соответствующим образом подготовлен, но этот брак не состоялся. В качестве правителя Иоганн повел себя достаточно уверенно: он вел войну против Богемии, в которой в 1405 году в Бернау одержал верх над королем Венцелем. После смерти его отца в 1410 году Курпфальц был разделен между четырьмя сыновьями. Иоганн частично получил территории современного Верхнего Пфальца, за исключением Амберга и Курпреципиума, которые ранее находились под его управлением. Помимо Нойнбурга-форм-Вальд, Иоганн прежде всего выбрал Ноймаркт-ин-дер-Оберпфальц в качестве своей новой резиденции, где начал строительство дворца и нескольких церквей. Переезд его двора в Ноймаркт стал началом великолепной эпохи для этого города. Наряду с искусством и культурой в новой столице процветали экономика, торговля и строительство. Однако управление территорией Верхнего Пфальца требовало также присутствия в других городах, прежде всего в Зульцбах-Розенберге и Нойнбурге-форм-Вальд.
Правление пфальцграфа Иоганна Виттельсбахского было отмечено поддержкой короля Сигизмунда I, преемника его отца на королевском троне. Тем не менее Иоганн настойчиво пытался расширить свои владения в направлении гор Чешского Леса, что привело к конфликтам с его братом Людвигом III Пфальцским, который управлял сопредельными территориями Верхнего Пфальца из Амберга. В 1415 году он присоединился к обществу попугаев - объединению знати, направленному против Людвига VII Баварского, членом которого он оставался и после преобразования в Констанцскую Лигу.
После смерти своего брата Людвига (1436 г.) он получил возможность действовать в интересах своего младшего брата Оттона, который стал опекуном на тот момент несовершеннолетнего Людвига IV, так как получил курпфальцскую часть Верхнего Пфальца с Курпреципиумом в обмен на отказ от претензий на весь Курпфальц. В результате с 1437 по 1442 год он управлял всем Верхним Пфальцем, но вынужден был отказаться от этих территорий после того, как Людвиг IV достиг совершеннолетия.
Благодаря контактам с Гогенцоллернами в Нюрнберге и Ансбахе ему удалось на время стать членом датского государственного совета. Это привело к тому, что его сын Кристофер Пфальц-Ноймарктский, родившийся в 1416 году, впоследствии был коронован как Кристофер III Датский, Норвежский и Шведский, стал королем Дании, Швеции и Норвегии и правил из Хельсингёра (Эльсинора) практически всем севером Европы до самой смерти в 1448 году. На время отсутствия его замещали рыцари Мартин фон Вильденштейн и Ганс фон Парсберг. С 1447 года он передал правление своему дяде пфальцграфу Оттону Пфальц-Мосбахскому. Со смертью 32-летнего Кристофера династия Пфальц-Нойнбург-Ноймаркт прекратилась.
После смерти своей супруги Катарины в 1428 году Иоганн женился во второй раз. Этот брак с Беатрисой Баварской-Мюнхенской остался бездетным. 14 марта 1443 года Иоганн скончался в монастырском замке Кастл. Он был похоронен в Нойнбурге-форм-Вальд в церкви Святого Георгия. Пфальцграф был погребен под скромной могильной плитой из красного мрамора. Надгробие было разрушено в 1965 году в результате неквалифицированной реконструкции церкви и сохранилось только фрагментарно.

### Строитель
В период правления Иоганна в Ноймаркте-ин-дер-Оберпфальц наряду с замком пфальцграфа были построены также церковь Святого Иоанна, церковь при резиденции (1418) и Ратуша (1410). Расположенный к северу от Ноймаркта Хаймбург (называемый также Хайнцбург) он приказал перестроить в охотничий домик, а в Гнаденберге по просьбе своей жены он основал монастырь Гнаденберг, первый монастырь ордена Святой Бригитты на юге Германии. Не все постройки этого периода сохранились. Замок пфальцграфа, изначально построенный в готическом стиле, в 1520 году стал жертвой пожара  и был восстановлен в 1539 году пфальцграфом Фридрихом II в стиле Ренессанс. Хаймбург и монастырь Гнаденберг в настоящее время сохранились только в виде руин.

В своей второй столице, городе Нойнбург-форм-Вальд, который в 1353 году его дед Рупрехт II избрал в качестве пфальцграфской резиденции, Иоганн в 1411 году построил замок пфальцграфов. На стене замка установлена табличка со следующей надписью:
С 1410 по 1443 год в этом замке любил останавливаться двор Иоганна Виттельсбахского, пфальцграфа Нойнбург-Ноймарктского, сына короля Германии Рупрехта, которого звали Бичом Гуситов, величайшего благодетеля Нойнбурга.
Против вторжений гуситов Иоганн основательно укрепил город Нойнбург крепостной стеной с семью башнями и мощными укреплениями. Эта крепость в 1418 году устояла перед атакой гуситов. Между замком и городом в 1410-1415 гг. Иоганн построил ратушу над крепостным рвом.

### Бич Гуситов
Из-за того, что у Иоганна Пфальц-Ноймарктского были разногласия с королем Богемии по правовым и имущественным вопросам относительно территорий, которые располагались на месте современных пограничных районов между Баварией и Чешской Республикой, на его территории жили ходы. Когда 6 июля 1415 года чешский ученый и реформатор Ян Гус был за свои религиозные убеждения казнен через сожжение в Констанце, в XV в. в Богемии и Моравии начались гуситские войны против римско-католической церкви. Разграбление и опустошение монастырей и городов распространилось и на соседний Верхний Пфальц.
По решению рейхстага в мае 1426 года Иоганн стал верховным предводителем каждодневной войны с гуситами в Баварии. Для этого ему было необходимо иметь в распоряжении конницу численностью в 1000 человек.
После 1419 года Иоганн Пфальц-Ноймарктский двинулся с армией крестоносцев против отрядов таборитов. Он сумел сдержать их в 1422 г. при штурме Бишофтейнеца, 11 сентября 1426 г. под Клаттау, 1429 г. под Нойнбургом-форм-Вальд и в 1427 г. под Бернау, когда командующий их армией Андреас Прокоп Большой 4 августа 1427 г. разгромил армию крестоносцев в битве при Мисе и отряды гуситов проникли в Бернау со стороны Тиршенройта. В 1429 году в Хёлле под Вальдмюнхеном он смог обратить в бегство конницу гуситов численностью в 300 человек. 14 сентября 1432 года ему удалось отвоевать замок Райхенштайн. 21 сентября 1433 года Иоганн Пфальц-Ноймарктский разбил одну из гуситских армий в битве при Хилтерсриде. В 1434 году его войска участвовали в прорыве осады Пльзеня и отвоевании этого города. Тем не менее в ходе переговоров ему приходилось покупать мир, заплатив дань гуситам (в 1418, 1420, 1430 гг.), что каждый раз увеличивало его и без того постоянные финансовые проблемы.
Из-за своей роли в отражении нападений гуситов на Верхний Пфальц в баварской историографии пфальцграф Иоганн Пфальц-Ноймарктский получил прозвище Бич Гуситов или Молот Гуситов. После проигранной битвы при Таусе (14 августа 1431 г.) он предусмотрительно договорился о компромиссном мире с гуситами и королевством Богемия.

## Потомки
Первым браком был женат (с 15 августа 1407 года) на Катарине Померанской (1390 — 4 марта 1426), дочери герцога Померанско-Слупского Вартислава VII. В этом браке родилось семеро детей, шестеро из которых умерли в детстве:
- Маргарета Пфальц-Ноймарктская (род. 1408), умерла в детстве
- Адольф Пфальц-Ноймарктский (род. и ум. 1409)
- Оттон Пфальц-Ноймарктский (род. 1410), умер в детстве
- Иоганн II Пфальц-Ноймарктский (род. 1411), умер в детстве
- Фридрих Пфальц-Ноймарктский (род. 1412), умер в детстве
- Иоганн III Пфальц-Ноймарктский (род. сентябрь 1413), умер спустя 3 дня после рождения
- Кристофер III Баварский (26 февраля 1416 — 5 января 1448), король Кальмарской унии[5].

После смерти первой жены с 1428 года состоял в браке с Беатрисой Баварской (1403 — 12 марта 1447), дочерью герцога Баварско-Мюнхенского Эрнста, вдовой графа Цельского Германа III Цилли. Этот брак остался бездетным.